# 시망 사브로자
시망 페드루 폰세카 사브로자(포르투갈어: Simão Pedro Fonseca Sabrosa, 1979년 10월 31일 ~ )는 포르투갈의 은퇴한 축구 선수이다.

## 국가대표팀
시망은 UEFA 유로 2004와 2006년 FIFA 월드컵에서 각각 팀의 준우승과 4강을 이끌었다. 특히 2006년에는 멕시코와의 2차전에서 페널티킥 추가골을, 잉글랜드와의 8강전 승부차기에서는 첫번째 키커로 나가 성공했었다.
그리고 2010년에는 북한과의 월드컵 조별리그 2차전에서 2-0을 만드는 추가골을 넣고, 팀의 7-0 대승에 일조했다.

## 수상 경력

### 클럽
- 포르투갈컵 (2004년, SL 벤피카)
- 포르투갈 수페르리가 (2005년, SL 벤피카)
- 포르투갈 슈퍼컵 (2005년, SL 벤피카)
- 유로파 리그 (2010년, 아틀레티코 마드리드)
- 유에파 슈퍼컵 (2010년, 아틀레티코 마드리드)

### 국가대표팀
- UEFA U-16 챔피언십 (1996년, 포르투갈)
- UEFA 유럽 축구 선수권 대회 준우승 : 2004
- FIFA 월드컵 4위 : 2006

### 개인
- 포르투갈 골든볼 (2005년, SL 벤피카)
- 포르투갈 올해의 선수 (2007년, SL 벤피카)